# Monterey (canção)
Monterey é uma canção do grupo de rock psicodélico Eric Burdon and the Animals, lançada em 30 de Dezembro de 1967.
Foi realizada em single em 1968 e chegou o topo das paradas nos EUA e Inglaterra (entre as vinte mais tocadas). A música também saiu no segundo álbum da banda, Every One of Us, também em 1968. A canção é uma homenagem ao Monterey Pop Festival, em que participaram grandes astros como The Who, jimi Hendrix, Janis Joplin, entre outros, além dos próprios Animals.